# Mercier (equipa ciclista)
Cyrille Guimard com o maillot da equipa Gan no Tour de France de 1973
A equipa Mercier foi um equipa ciclista profissional francesa que se manteve em activo entre 1935 e 1984. Junto com a Peugeot, foi um das equipas com mais longa presença ao mundo do ciclismo, especialmente ao Tour de France.

## História
Esteve patrocinado pela casa de bicicletas francesa Cycles Mercier de 1935 até 1969. A partir de 1946, a equipa vestiu uma camiseta de cor púrpura que em 1950 se converteu no característico maillot em faixas com pescoço amarelo. Foi característico da equipa inclusive quando Mercier já não era o principal patrocinador da equipa a partir de 1969.
Em 1936 alinhou o Campeão do Mundo Antonin Magno onde acabou a sua carreira desportiva. De 1953 até 1970, Magno, foi o principal director desportivo da equipa. Em 1955, o francês Louison Bobet, do Tour de France mas, durante estes anos, a carreira disputava-se com equipas nacionais, de maneira Mercier não teve a oportunidade de correr o Tour como uma equipa. No entanto, corredores de Mercier ganharam o Tour de France de 1937 e o do 1955.
Apesar de estar na equipa, Louison Bobet não vestia o maillot Mercier-BP-Hutchinson, senão uma camiseta da Bobet-BP-Hutchinson, uma espécie de equipa filial. Isto sucedeu durante várias carreiras e era uma prática comum à época, como se pode ver com outros ciclistas que o fizeram como André Leducq, Antonin Magne, René Le Grevès ou Maurice Archambaud.
Quando Bobet deixou a equipa, chegou Raymond Poulidor. Após a sua vitória na Volta a Espanha de 1964, Poulidor fez-se famoso ao competir com Jacques Anquetil durante o Tour de France de 1964. Foi com o maillot Mercier púrpura com as mangas amarelas com que Poulidor lutou com Anquetil, lado a lado, à cimeira do Puy-de-Dôme. Ainda que Poulidor não ganhou o Tour, se fez mais popular que Anquetil. Raymond Poulidor manteve-se fiel à equipa Mercier durante toda a sua carreira.
A partir de 1970, Mercier converteu-se no segundo patrocinador após a fusão com a equipa espanhola Fagor. Durante dois anos a equipa denominou-se Fagor-Mercier-Hutchinson. De 1973 a 1976, Gan converteu-se no patrocinador principal e a equipa conheceu-se como Gan-Mercier-Hutchinson. Durante este tempo, Cyrille Guimard surgiu como um bom competidor pelas provas por etapas, ganhando a classificação por pontos na Volta a Espanha. Joop Zoetemelk uniu-se à equipa em 1974 e ficou até 1980, ganhando a Paris-Nice de 1974, 1975 e 1979, bem como a Volta a Espanha de 1979.
Desde 1977 até 1982, Miko foi o principal patrocinador com o nome de Miko-Mercier. Nos últimos anos da equipa denominou-se COOP-Mercier e finalmente Coop-Hoonved.

## Corredor melhor classificado nas Grandes Voltas
| Ano  | Giro d'Italia     | Tour de France          | Volta a Espanha            |
| ---- | ----------------- | ----------------------- | -------------------------- |
| 1935 | -                 | -                       | -                          |
| 1936 | -                 | -                       | -                          |
| 1937 | -                 | -                       | X                          |
| 1938 | -                 | -                       | X                          |
| 1939 | -                 | -                       | X                          |
| 1940 | -                 | X                       | X                          |
| 1941 | X                 | X                       | -                          |
| 1942 | X                 | X                       | -                          |
| 1943 | X                 | X                       | X                          |
| 1944 | X                 | X                       | X                          |
| 1945 | X                 | X                       | -                          |
| 1946 | -                 | X                       | -                          |
| 1947 | -                 | -                       | -                          |
| 1948 | -                 | -                       | -                          |
| 1949 | -                 | -                       | X                          |
| 1950 | -                 | -                       | -                          |
| 1951 | -                 | -                       | X                          |
| 1952 | -                 | -                       | X                          |
| 1953 | -                 | -                       | X                          |
| 1954 | -                 | -                       | X                          |
| 1955 | -                 | -                       | -                          |
| 1956 | -                 | -                       | -                          |
| 1957 | 2.º Louison Bobet | -                       | -                          |
| 1958 | 4.º Louison Bobet | -                       | -                          |
| 1959 | -                 | -                       | -                          |
| 1960 | -                 | -                       | -                          |
| 1961 | -                 | -                       | -                          |
| 1962 | -                 | 3.º Raymond Poulidor    | -                          |
| 1963 | -                 | 8.º Raymond Poulidor    | -                          |
| 1964 | -                 | 2.º Raymond Poulidor    | 1.º Raymond Poulidor       |
| 1965 | -                 | 2.º Raymond Poulidor    | 1.º Rolf Wolfshohl         |
| 1966 | -                 | 3.º Raymond Poulidor    | -                          |
| 1967 | -                 | -                       | 8.º Raymond Poulidor       |
| 1968 | -                 | -                       | -                          |
| 1969 | -                 | 3.º Raymond Poulidor    | -                          |
| 1970 | -                 | 7.º Raymond Poulidor    | 35.º José María Errandonea |
| 1971 | -                 | 23.º Michel Perin       | 9.º Raymond Poulidor       |
| 1972 | -                 | 3.º Raymond Poulidor    | -                          |
| 1973 | -                 | 7.º Michel Perin        | -                          |
| 1974 | -                 | 2.º Raymond Poulidor    | -                          |
| 1975 | -                 | 13.º Georges Talbourdet | -                          |
| 1976 | -                 | 2.º Joop Zoetemelk      | -                          |
| 1977 | -                 | 8.º Joop Zoetemelk      | -                          |
| 1978 | -                 | 2.º Joop Zoetemelk      | -                          |
| 1979 | -                 | 2.º Joop Zoetemelk      | 1.º Joop Zoetemelk         |
| 1980 | -                 | 3.º Raymond Martin      | -                          |
| 1981 | -                 | 17.º Raymond Martin     | 9.º Régis Clère            |
| 1982 | -                 | 2.º Joop Zoetemelk      | -                          |
| 1983 | -                 | 19.º Jacques Michaud    | -                          |
| 1984 | -                 | 17.º Michel Laurent     | -                          |

## Principais vitórias
- Tour de Flandresː Albéric Schotte (1942), Rik Van Steenbergen (1944, 1946), Raymond Impanis (1954), Louison Bobet (1955), Cees Bal (1974)
- Paris-Roubaix. Marcel Kint (1943), Rik Van Steenbergen (1948, 1952), Raymond Impanis (1954), Louison Bobet (1956)
- Milão-Sanremoː Rik Van Steenbergen (1954), Alfred De Bruyne (1956), René Privat (1960), Raymond Poulidor (1961)
- Liège-Bastogne-Liège. Maurice Mollin (1948), Frans Melckenbeeck (1963)
- Paris-Toursː Gilbert Scodeller (1954), Albert Bouvet (1956), Joop Zoetemelk (1977 e 1979)
- Amstel Gold Raceː Gerrie Knetemann (1974)
- Flecha Valona: Edmond Delathouwer (1939), Rik Van Steenbergen (1949), Raymond Poulidor (1963) e Joop Zoetemelk (1976)
- Gante-Wevelgem : Marcel Kint (1949), Frans Aerenhouts (1960 e 1961)

Carreiras por etapas
- Tour de France. Roger Lapébie (1937), Louison Bobet (1955)
- Volta a Espanhaː Raymond Poulidor (1964), Rolf Wolfshohl (1965), Joop Zoetemelk (1979)
- Paris-Niceː Maurice Archambaud (1936 e 1939), Roger Lapébie (1937), Jules Lowie (1938), Raymond Impanis (1954), Jean Bobet (1955), Fred De Bruyne (1956), Raymond Poulidor (1972 e 1973) e Joop Zoetemelk (1974, 1975 e 1979)
- Critérium de Dauphiné Libéré : Edouard Klabinski (1947), Louison Bobet (1955), Raymond Poulidor (1966, 1969) e Alain Santy (1974)
- Critérium internacional : Raymond Poulidor (1968), Joop Zoetemelk (1979)

Campeonatos nacionais
- Campeonato da Bélgica em estrada. 1939, 1943, 1945, 1953, 1954
- Campeonato da França em estrada. 1939, 1949, 1956, 1957, 1958, 1961, 1974
- Campeonato da Alemanha em estrada. 1965, 1966, 1970

Campeonatos do mundo
- Campeonatos do mundo em estrada. Marcel Kint (1938), Rik Van Steenbergen (1949)